# アイズ (情報システム)
株式会社アイズ (英: EYEZ,INC.) は、マッチングプラットフォーム事業を行う企業。
本社は 東京都渋谷区に所在する。

## 沿革
- 2007年（平成19年）
  - 2月 - 株式会社アイズを設立[1]
  - 4月 - 口コミマーケティングのプラットフォーム「トラミー(旧レビューブログ)」サービス提供を開始
  - 12月 - Google LLC「Google広告」の代理販売開始
- 2009年（平成21年）
  - 10月 - ヤフー株式会社「Yahoo!広告」の正規代理店に認定
- 2013年（平成25年）
  - 8月 - 広告業界向けプラットフォーム「メディアレーダー」サービス提供を開始[2]
- 2016年（平成28年）
  - 7月 - アクティビティのプラットフォーム「ウィークル」サービス提供を開始[3]
  - 8月 - クラウドサービスのプラットフォーム「クラウドレーダー」サービス提供を開始[4]
- 2017年（平成29年）
  - 8月 - Twitter Japan株式会社「X(旧Twitter)広告」の認定代理店に認定[5]
- 2019年（令和元年）
  - 11月 グローバル対策サービスサービスのプラットフォーム「グローバルレーダー(旧インバウンドレーダー)」サービス提供を開始[6]
- 2020年（令和2年）
  - 10月 - 女性向け情報メディア「トラマガ」サービス提供を開始[7]
- 2021年（令和3年）
  - 5月 - ママ向け情報メディア「mamaPRESS(ママプレス)」運営を開始[8]
  - 12月 -「2021年 日本テクノロジー Fast50」にて49位を受賞[9]
- 2022年（令和4年）
  - 2月 - SNSマーケティング情報メディア「マーケブック」運営を開始[10]
  - 12月 - 東京証券取引所グロース市場に株式を上場[11]
- 2023年（令和5年）
  - 2月 - プライバシーマーク認証取得[12]
  - 5月 -「2022年 日本テクノロジー Fast50」にて40位を受賞[13]
- 2024年（令和6年）
  - 3月 - 2024 Google Premier Partnerに認定[14]
  - 5月 - コスメ・美容の情報サイト「COSME bi(コスメビ)」を買収[15]
  - 5月 - メディアレーダーにおける「セグメント開示機能」を特許取得[16]
  - 8月 - メディアレーダーにおける「リード入札機能」を特許取得[17]
- 2025年（令和7年）
  - 1月 - YouTuberと企業をつなぐマッチングプラットフォーム「Talema.」を買収[18]
  - 3月 - マーケティング人材に特化した求人サイト「メディアレーダーキャリア」サービス提供を開始[19]